# Le Sabotier du Val de Loire
Le Sabotier du Val de Loire è un documentario del 1956 diretto da Jacques Demy.
È stato presentato alla 6ª edizione del Festival di Berlino, dove ha ricevuto una menzione d'onore come miglior cortometraggio, e al Festival du court-métrage di Tours.

## Trama
Il documentario segue la vita quotidiana e la meticolosa arte di un fabbricante di zoccoli nella città francese di La Chapelle-Basse-Mer, nel dipartimento della Loira Atlantica, dove l'artigiano vive con la moglie e il figlio adottivo.

## Infanzia e vecchiaia
In un'intervista apparsa su Cahiers du cinéma n° 155 del maggio 1964 il regista racconta che l'idea del film era partita da ricordi d'infanzia e di vacanze vissuti al tempo di guerra, quando i ragazzi di città erano evacuati nelle campagne. La realtà della Valle della Loira vista in dettaglio attraverso lo zoccolaio e sua moglie, con i loro affetti, amici, lavoro, il figlio adottato che crescendo per creare una nuova famiglia si distacca dal nucleo primigenio, diventa, nel linguaggio cinematografico, una riflessione sulla vecchiaia e sul non ritorno del tempo. Charlotte Garson, nel numero speciale della rivista francese dedicata a Jacques Demy, a proposito di Le Sabotier du Val de Loire, ha scritto che il film mette in scena l'esatta definizione del cinema data da Jean Cocteau, ovvero quella di "morte sul lavoro".